# 吉井ダン
吉井 ダン（よしい だん）は、日本のイラストレーター、漫画家である。名古屋出身、東京在住で、現在はフリー。
PCゲーム原画の他、Webコンテンツ、書籍、携帯アプリなどのイラスト、漫画などを手がけているほか、社内企画の発案、制作業務なども行っている。 

## 作品リスト

### イラスト
- らぶくっく 〜おうちでメイドCafe〜（2006年、イラスト）
- 萌える!プロレスのススめ（2007年、イラスト）
- 暗黒のゼーヴェノア（2017年、イラスト）
- イケメンアイドルのエッチないたずらに困ってます…ッ（2019年、カバーイラスト）

### PCゲーム
- 仮想＝現実 〜ハーレム・シミュレーター〜（2004年、原画/デザイン/版権イラスト、ブランド：M de Pink）
- あやつりブルマー（2005年、原画/デザイン、ブランド：Le.Chocolat）
- 少女戦機ソウルイーター「どんなに穢されても…私の復讐は終わらない!!」（2006年、原画/デザイン、ブランド：ルネ）
- 体育調教師 〜鬼畜授業ブルマー遊戯〜（2006年、原画/デザイン、ブランド：黒雛）
- 音速飛翔ソニックメルセデス 〜双子ヒロイン調教指令!〜（2008年、原画/デザイン、ブランド：ルネ）
- 水泳調教師 〜母娘羞恥レッスン〜（2008年、原画/デザイン、ブランド：黒雛）
- 美脚エージェント・麗華「くやしい! こんな卑怯なヤツに負けるなんて…」（2009年、ゲストキャラ/原画/デザイン、ブランド：ルネ）
- 悪の女幹部「この私にオシオキだと!? ふざけるなっ!」（2010年、原画、ブランド：ルネ）
- 悪の女幹部 フルムーンナイト（2012年、原画、ブランド：ルネ）
- 悪の女幹部2「キサマなどに教育されてたまるかっ!」（2014年、キャラクターデザイン、ブランド：ルネ）

### アニメ
- 戦姫絶唱シンフォギアシリーズ（2012年-2019年、キャラクター原案）

### 漫画
- おんたま!（原作：前田登）
- 戦姫絶唱シンフォギア（原作：上松範康・金子彰史、脚本：金子彰史）